# Lijst van voetbalinterlands Bangladesh - Verenigde Arabische Emiraten (vrouwen)
Deze lijst van voetbalinterlands is een overzicht van alle officiële voetbalinterlands tussen de nationale vrouwenteams van Bangladesh en de Verenigde Arabische Emiraten. De landen hebben tot nu toe twee keer tegen elkaar gespeeld.

## Wedstrijden
| № | Plaats | Datum            | Competitie        | Wedstrijd                                 | Uitslag |
| - | ------ | ---------------- | ----------------- | ----------------------------------------- | ------- |
| 1 | Dubai  | 26 februari 2025 | Vriendschappelijk | Verenigde Arabische Emiraten − Bangladesh | 3 − 1   |
| 2 | Dubai  | 2 maart 2025     | Vriendschappelijk | Verenigde Arabische Emiraten − Bangladesh | 3 − 1   |

## Samenvatting
| Competitie        | Totaal gespeeld | Winst Bangladesh | Gelijk | Winst Verenigde Arabische Emiraten | Doelsaldo Bangladesh – Verenigde Arabische Emiraten |
| ----------------- | --------------- | ---------------- | ------ | ---------------------------------- | --------------------------------------------------- |
| Vriendschappelijk | 2               | 0                | 0      | 2                                  | 2 − 6                                               |
| Totaal            | 2               | 0                | 0      | 2                                  | 2 − 6                                               |